# U 877
U 877 war ein U-Boot vom Typ IX C/40, das von der Kriegsmarine während des Zweiten Weltkriegs im Nordatlantik unter anderem zur Wetterbeobachtung eingesetzt wurde und auf seiner einzigen Unternehmung keine Schiffe versenkte. Bei seiner Versenkung am 27. Dezember 1944 nordwestlich der Azoren gerieten sämtliche 55 Besatzungsmitglieder in alliierte Kriegsgefangenschaft – es gab keine Todesopfer.

## Technische Daten
Bereits seit 1934 war die Deschimag AG Weser am Aufbau der deutschen U-Bootflotte beteiligt. Ursprünglich für den Bau von Booten des großen und bei Dönitz wenig geschätzten Typs I A vorgesehen, stellte die Werft – zusätzlich zu zwei Booten dieser Klasse – bis 1937 sechs Boote des kleineren Typs VII her. Bereits während dieser Zeit wurde die Werft mit dem Bau von Booten des größeren Typs IX beauftragt, auf dessen Herstellung die Deschimag Werft sich schließlich spezialisierte und von dem sie bis Kriegsende 113 Stück an die Kriegsmarine auslieferte. Der für den Übersee-Einsatz konzipierte Typ IX C/40 war ein Zweihüllenboot von 76,8 m Länge und 6,8 m Breite. Zwei Dieselmotoren mit einer Leistung von 4400 PS gewährleisteten über Wasser eine Geschwindigkeit von 18,3 Knoten. Die olympischen Ringe, Crewzeichen des Offiziersjahrgangs des Kommandanten, waren am Turm von U 877 aufgemalt.

## Kommandant
Eberhard Findeisen wurde am 25. Mai 1916 in Leipzig geboren und trat 1936 in die Kriegsmarine ein. Von 1941 bis 1943 diente er als Gruppenoffizier an der Marineschule Mürwik. Anschließend war er Verbindungsoffizier beim Deutschen Marinekommando in Italien. Während dieser Zeit wurde er zum Kapitänleutnant befördert. Im Sommer 1943 absolvierte er seine U-Bootausbildung und im Frühjahr des folgenden Jahres den U-Boot-Kommandanten-Lehrgang. Am 24. März 1944 stellte er als Kommandant mit 27 Jahren U 877 in Dienst. Wie die übrige Besatzung überlebte er die Versenkung und starb am 17. Januar 2007 mit 90 Jahren in Busselton in Australien.

## Einsatz und Geschichte
U 877 fuhr am 11. November 1944 von Kiel zunächst nach Horten und von dort am 25. zur ersten Unternehmung aus. Vorgesehenes Operationsgebiet war der Nordatlantik.

### Wetterboot
U 877 hatte den Auftrag, im Seegebiet südlich von Irland Wetterdaten zu erheben und weiterzugeben, die zur Planung der Ardennenoffensive genutzt werden sollten. Es sollte das baugleiche U 870 bei dieser Aufgabe ablösen, das sich zu diesem Zeitpunkt – da dessen Kommandant Hechler durch britische ASW-Kräfte mehrfach zu umfangreichen Kursänderungen gezwungen war – selbst noch auf der Anfahrt ins Zielgebiet befand. Beim Auslaufen aus Kristiansand wurde das eskortierte U 877 von britischen Bristol Beaufighters angegriffen. Zwei gut platzierte Wasserbomben veranlassten Findeisen, ein Alarmtauchmanöver einzuleiten, wobei die Antenne des Hohentwiel Radargerätes nachhaltig beschädigt wurde. Beim Erreichen des Einsatzgebietes am 22. Dezember stellte sich heraus, dass das Funkgerät ebenfalls beschädigt war und keine Meldungen abgesetzt, sondern nur noch empfangen werden konnten. Die U-Bootführung hielt das Boot für verloren. Für den Fall, dass U 877 doch noch existierte, befreite Dönitz Findeisen von der Wetterbeobachtungsaufgabe. Stattdessen bekam Findeisen die Anweisung, sich selbständig Ziele im Nordatlantik zu suchen.

### Versenkung

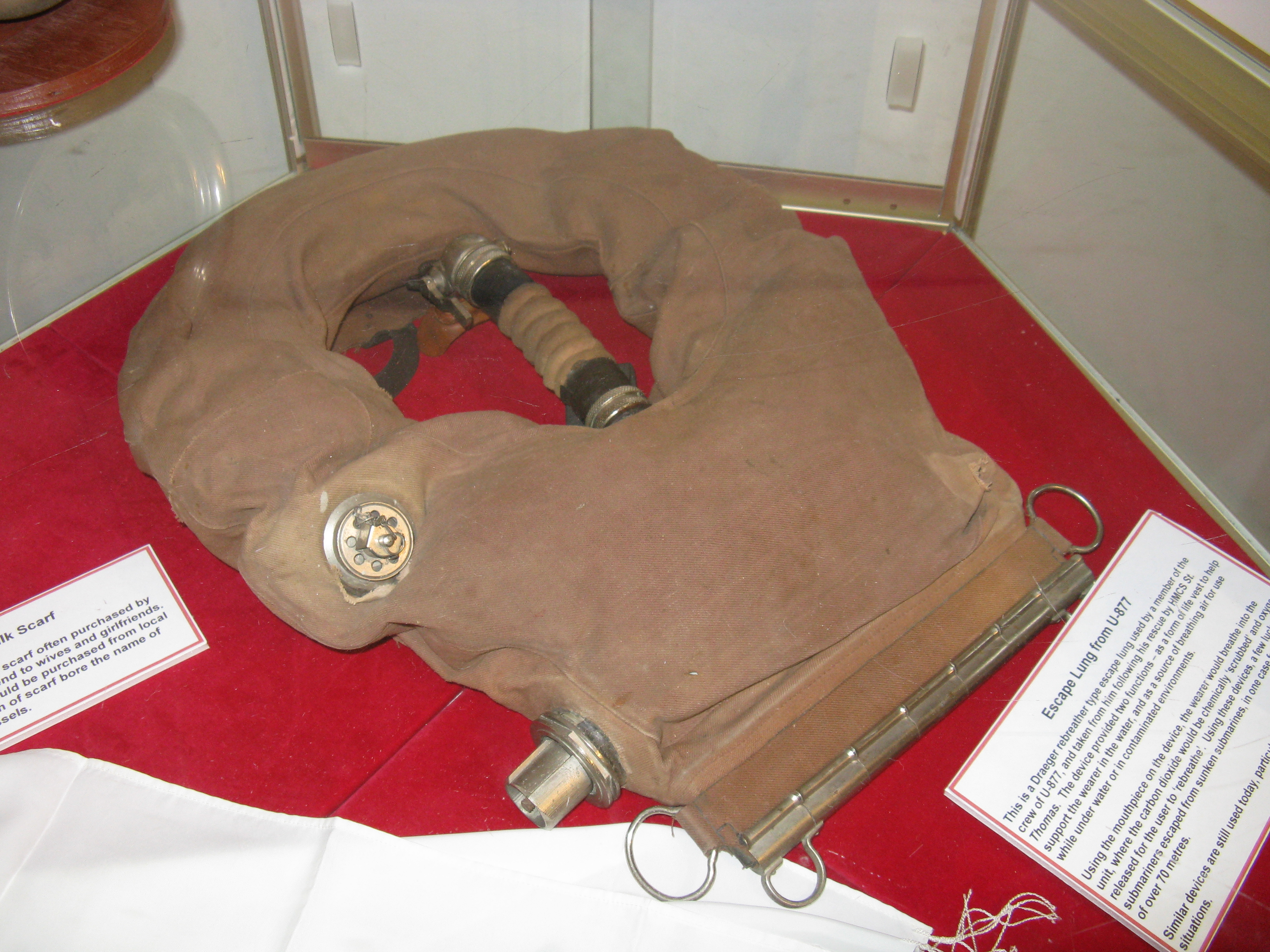
Tauchretter von U 877, ausgestellt im Elgin Military Museum, St. Thomas, Ontario

Findeisen setzte dementsprechend Kurs auf das Seegebiet vor New York. Am 27. Dezember wurde U 877 in der Nähe des Geleitzugs HX 327 von alliierten Kriegsschiffen gestellt. Die zwei kanadischen Korvetten St. Thomas und Edmundston erfassten das U-Boot mit dem Sonar und steuerten zunächst beide dieser Peilung entsprechend auf das verdächtige Signal zu. Zunächst steuerte die Edmunston in Richtung der erhaltenen Peilung, identifizierte das Ziel jedoch nicht als U-Boot. Während man auf der Edmundston bereits daran zweifelte, dass es sich bei dem erhaltenen Kontakt um ein U-Boot handelte, gelangte die Sonarwache der St. Thomas, nachdem zunächst ein Fischschwarm vermutet worden war, schließlich zum gegenteiligen Schluss. Der Kommandant der St. Thomas, Lieutenant Commander Denny, ließ daraufhin zwei Salven aus dem Squid-Mörser in Richtung des Signals feuern. Der Angriff der beiden kanadischen Korvetten zwang Findeisen schließlich dazu, U 877 nach einem Treffer am Heck, der das Boot auf über 300 Meter Tiefe absinken ließ, durch das Anblasen aller Tauchzellen auftauchen zu lassen. Als Findeisen das Turmluk öffnete, wurden er und sein Steuermann durch den im Boot herrschenden Überdruck an Deck geschleudert und erlitten schwere Kopfverletzungen. Die Besatzung verließ das Boot und der Leitende Ingenieur leitete die Selbstversenkung ein, um schließlich als Letzter herauszukommen. Sämtliche 55 Besatzungsmitglieder des U-Bootes wurden von den beiden kanadischen Korvetten als Kriegsgefangene an Bord genommen und nach England gebracht.
U 877 ist eines der wenigen im Zweiten Weltkrieg versenkten deutschen U-Boote, bei denen die gesamte Besatzung überlebte – wenn auch z. T. erheblich verletzt und als Gefangene. Die Versenkung von U 877 wurde der St. Thomas angerechnet.

## Nachspiel
Der Erste Wachoffizier von U 877, Peter Josef Heisig, war Crewkamerad des II. WO von U 852, Hoffmann, der nach dem Krieg mit seinem Kommandanten Eck wegen Kriegsverbrechen angeklagt war. Als Heisig vom bevorstehenden Eck-Prozess erfuhr, drängte er darauf, als Zeuge vorgeladen zu werden. Während der gemeinsamen Ausbildung Heisigs und Hoffmanns bei der 2. U-Lehrdivision in Gotenhafen hatte der Befehlshaber der U-Boote eine Rede vor den jungen Offizieren gehalten. Heisig bezeugte im Nürnberger Prozess gegen die Hauptkriegsverbrecher nicht nur, dass Karl Dönitz in dieser Ansprache von einer Verschärfung des Seekriegs gesprochen hatte, sondern brachte auch Vorwürfe gegenüber früheren Vorgesetzten zum Ausdruck. Ihm sei von diesen geraten worden, bei der Gelegenheit zur Vernichtung Schiffbrüchiger darauf zu achten, dass sich nur Offiziere auf der Brücke befinden. Seine Aussage kam im Prozess gegen die Offiziere von U 852 zwar nicht zur Verwendung, wurde aber im Nürnberger Verfahren zu Lasten Dönitz’ eingebracht.